# 松浦副單棘魨
松浦副單棘魨，又稱松浦副單角魨，為輻鰭魚綱魨形目鱗魨亞目單棘魨科的其中一種，為溫帶海水魚，分布於西北太平洋的日本南部至小笠原群島海域，棲息深度0-78公尺，體長可達10.6公分，棲息在底層水域，生活習性不明。

## 扩展阅读
維基物種上的相關：松浦副單棘魨